# Outtrigger
Outtrigger (アウトトリガー, Autotorigā) — компьютерная игра в жанре шутер от первого/третьего лица, разработанная Sega AM2. Первоначально шутер был выпущен для игровых автоматов Sega NAOMI (в 1999 году), после чего портирован на видеоприставку Dreamcast (в 2001 году). Игрок управляет членами отряда «Outtrigger» — антитеррористического подразделения — каждый из которых имеет особые способности. Критики приняли Outtrigger целом положительно, они хвалили игровой процесс и механику, в качестве минусов указывалось отсутствие онлайн-мультиплеера в европейской версии игры.

## Геймплей
По сюжету игрок управляет бойцами антитеррористической группы «Outtrigger». Отряд состоит из четырех персонажей, каждый из которых имеет собственную предпочтения в оружии, например, лазерные винтовки или снайперские ружья, а также характеристики, такие как скорость и высота прыжков. Также игрок может создавать собственных персонажей, комбинируя эти атрибуты. Каждый герой ограничен тремя видами оружия: стрелковым, дальнобойным вооружением артиллерийского типа и гранатами. Во время прохождения миссий можно найти бонусные усиления, в том числе термографию, позволяющая видеть врагов сквозь стены, плазменную базуку, стреляющая энергетическим шаром, которые могут отскакивать от стен, и специальный бустер временно увеличивающий урон. В игре также есть система фрагов — из противников выпадают монеты, которые дают дополнительное очки, мотивируя игрока придерживаться более агрессивной модели поведения, а не отстреливать врагов из укрытий. Также Outtrigger включает локальный мультиплеер для четырёх игроков (ряд режимов включая Deathmatch) наряду с онлайн-мультиплеером (за исключением европейской версии игры).

## Оценки критиков
| Сводный рейтинг    | Сводный рейтинг |
| Агрегатор          | Оценка          |
| ------------------ | --------------- |
| GameRankings       | 72,82 %         |
| Metacritic         | 73/100          |
| Иноязычные издания |                 |
| Издание            | Оценка          |
| Edge               | 7/10            |
| EGM                | 6,17/10         |
| Famitsu            | 33/40           |
| Game Informer      | 6,25/10         |
| GameRevolution     | B−              |
| GameSpot           | 7/10            |
| GameSpy            | 8/10            |
| IGN                | 8,6/10          |
| Next Generation    | [ 12 ]          |
| Dreamcast Magazine | 92 %            |

Первоначально Outtrigger был выпущен в Японии на аркадных автоматах. В этой версии для управления игроком использовалась комбинация трекбола и джойстика. Позже проект был портирован на Dreamcast и получил международную локализацию, а также полноценную поддержку сетевой игры для шести игроков. Эта функция была удалена из европейской версии незадолго до релиза, однако в ней остался локальный мультиплеер через сплит-скрин.
Согласно сайту-агрегатору Metacritic версия Outtrigger для видеоприставки Dreamcast получила «смешанные или средние» отзывы. Японский журнал Famitsu поставил игре 33 балла из 40. Обозреватель из IGN похвалил игровой процесс, назвав его «приятно разнообразным», и графику, подчеркнув, что проект является «одним из самых красивых шутеров от первого лица». Тем не менее он раскритиковал неудобное управление. По мнению представителя журнала Edge «AM2 гениально объединила типичный японский игровой дизайн и его аркадное наследие» с механикой шутера от первого лица, в результате чего получилось «не́что довольно освежающее» — «в некоторой степени новое направление». Рецензент похвалил Outtrigger за его «красочное, живое» окружение, проработанных персонажей, динамичный геймплей и систему фрагов, однако посетовал на отсутствие многопользовательского онлайн-режима в европейской версии. По словам редакции Dreamcast Magazine если бы в игре остался онлайн-мультиплеер, они бы поставили ей 96 баллов из 100. В остальном они хвалили графику игры, игровой процесс, вариативную кастомизацию и многопользовательский режим.
В своей статье для GameSpot обозреватель Джефф Герстманн назвал игру веселой и простой в освоении, однако отметил, что любителям шутеров от первого лица скорее всего больше понравятся её конкуренты по цеху. У рецензента журнала Game Informer осталось смешанное мнение о проекте (о чём он написал за два месяца до северо-американского релиза), а Роб Смолка из Next Generation назвал его «красивым и весомым дополнением к библиотеке шутеров для Dreamcast». Однако заранее посоветовал снизить оценку на один бал тем, кто хотел поиграть в Outtrigger онлайн.